# Georges Canguilhem
Georges Canguilhem (Castelnaudary, 4 juni 1904 – Marly-le-Roi, 11 september 1995) was een Frans filosoof en medicus. Zijn onderzoek valt vooral te plaatsen binnen de epistemologie, wetenschapsfilosofie en filosofie van de biologie. Meer bepaald gaat het om de traditie van de 'Franse epistemologie' die vooral gericht is op wetenschapsgeschiedenis. Hij speelde daarbij ook een belangrijke institutionele rol in het Franse academische leven en heeft zo zijn stempel gedrukt op het denken van vele latere filosofen. Hij is ook bekend geworden door het uitwerken van een moderne variant van het vitalisme. Dit vitalisme is met name te vinden in zijn twee bekendste werken, Le normal et le pathologique (1943) en La connaissance de la vie (1952).

## Biografie
Georges Canguilhem werd op 3 juni 1904 geboren in Castelnaudary in het Zuiden van Frankrijk. Hij studeerde aan het Lycée Henri IV in Parijs waar hij nog les kreeg van de Franse filosoof Alain. Vervolgens, in 1924, ging hij naar de prestigieuze École normale supérieure. Hier had hij als medeleerlingen andere later bekende filosofen zoals Raymond Aron, Paul Nizan en Jean-Paul Sartre. Hij behaalde zijn agrégation in de filosofie in 1927, maar zag tegelijkertijd de noodzaak zich ook te specialiseren in de geneeskunde en levenswetenschappen. Later verantwoordde hij deze keuze door te zeggen dat hij van de geneeskunde een "introductie tot de concrete menselijke problemen" verwachtte. Voor zijn studie in de geneeskunde schreef hij de dissertatie met de titel Essai sur quelques problèmes concernant le normal et le pathologique. Later, in 1943, werd dit werk gepubliceerd als Le normal et le pathologique.
Tijdens de Tweede Wereldoorlog ging Canguilhem bij het verzet, in de eerste plaats als dokter (hij was actief onder de naam "Lafont"). Na de inval van de Gestapo in de universiteit van Clermont-Ferrand in 1943, waar de universiteit van Straatsburg tijdelijk onderdak had gezocht, slaagde Canguilhem erin te ontsnappen. Hij speelde hierna een cruciale rol in het organiseren van het verzet in die regio. Zo nam hij in juni 1944 deel aan de slag bij Mont-Mouchet (tussen het verzet en de bezetter). Hij was verantwoordelijk voor de organisatie (en later de evacuatie) van het veldhospitaal.
Toch bleef hij ook actief in de academische wereld. Zo kreeg hij in 1941 een baan aangeboden aan de eerder genoemde universiteit van Straatsburg waar hij tot 1948 bleef lesgeven. Toen werd hij aangewezen als directeur de l’inspection générale de philosophie; deze taak hield het beoordelen in van studenten die een verdere carrière in de filosofie beoogden. In deze functie kwam ook het eerste contact met de toen nog jonge, onbekende Michel Foucault tot stand. In 1953 nam hij ook de leerstoel over van Gaston Bachelard aan de Sorbonne in Parijs. Hij werd directeur van het instituut van wetenschapsgeschiedenis. Hij behield deze leerstoel tot 1971 en gaf gedurende deze periode les aan vele, later bekend geworden, intellectuelen. Enkele voorbeelden zijn Gilles Deleuze, Dominique Lecourt, François Dagognet en Michel Foucault. Later was hij ook de promotor van het proefschrift van Foucault, Folie et déraison, histoire de la folie à l’âge classique (1961), hoewel Foucault het grotendeels zelfstandig had geschreven.
De wederzijdse invloed van Canguilhem en Foucault was verregaand. Zeker in het vroege werk van Foucault is dit te merken doordat ook de thematiek nauw bij Canguilhem aansloot. Naast het eerder vermelde proefschrift, schreef Foucault ook Naissance de la clinique: une archéologie du regard médical (1963). Foucault brak zelf door met zijn boek Les mots et les choses: une archéologie des sciences humaines (1966) en hierop volgde een heftige polemiek (via tijdschriften en aanhangers) met Jean-Paul Sartre. In feite ging het om de confrontatie tussen het toen nog dominante existentialisme en het opkomende structuralisme (waartoe Foucaults werk leek te behoren). Canguilhem schreef hierop een felle verdediging van Foucault waarin hij vele van de geuite kritieken bestreed.
Canguilhem kreeg in 1983 de George Sarton Medaille van de History of Science Society en in 1987 de prestigieuze gouden medaille van het Centre national de la recherche scientifique (CNRS). Op 11 september 1995 stierf Canguilhem in Marly-le-Roy op 91-jarige leeftijd.

## Invloed
De invloed van het werk en de persoon Canguilhem wordt gekenmerkt door een paradoxaal karakter. Enerzijds is hij een auteur die in de geschiedenis van de filosofie vaak vergeten wordt en buiten Frankrijk weinig bekend is. Binnen de Franse filosofie echter is zijn invloed verreikend geweest. De invloed die Canguilhem uitoefende blijkt ook uit het door Foucault geschreven voorwoord bij de Engelse vertaling van Le normal et le pathologique. Hierin schrijft Foucault:

[...] take away Canguilhem and you will no longer understand much about Althusser, Althusserism and a whole series of discussions which have taken place among French Marxists; you will no longer grasp what is specific to sociologists such as Bourdieu, Castel, and Passeron and what marks them so strongly within sociology; you will miss an entire aspect of the theoretical work done by psychoanalysts, particularly by the followers of Lacan. Further, in the entire discussion of ideas which preceded or followed the movement of ’68, it is easy to find the place of those who, from near or from afar, had been trained by Canguilhem.

Andere filosofen die men tot zijn studenten kan rekenen waren Jacques Derrida, Gilles Deleuze en Gilbert Simondon. Een deel van de verklaring van de paradoxale combinatie van invloedrijk en onbekend is mogelijk te wijten aan het feit dat die invloed vooral verspreid werd door de institutionele rol van Canguilhem. Hij speelde lange tijd een centrale rol in de academische filosofie, en besliste als directeur de l’inspection générale de philosophie wie wel en wie niet in de filosofie mocht verdergaan. Ook werden vele Franse intellectuelen beïnvloed door informele gesprekken met Canguilhem of de colleges de ze bij hem volgden aan de Sorbonne.

## Filosofie

### Het leven, het normale en het zieke
Centraal in de filosofie van Canguilhem staat zijn stelling dat het leven niet kan begrepen of afgeleid worden louter op basis van fysiochemische wetten. Het leven kan enkel begrepen worden vanuit het perspectief van het leven zelf. Deze ideeën worden vooral uitgewerkt in zijn werken Le normal et le pathologique (1943) en La connaissance de la vie (1952).
Het eerste boek, dat ook als zijn doctoraatsthesis in de geneeskunde diende, begint met een historische studie van de concepten 'normaal' en 'ziekelijk' (pathologique) binnen de geneeskunde. Canguilhem focust in de eerste plaats op de 19e eeuw, op auteurs als Auguste Comte, François Broussais, Claude Bernard en René Leriche. Het tweede deel van het boek bevat een kritische analyse van concepten zoals normaal en abnormaal, gezond en ziek. Het is een belangrijk werk gebleken binnen de medische antropologie en in de ideeëngeschiedenis.
In zijn ander werk, La connaissance de la vie, onderzoekt Canguilhem de relatie tussen biologie als wetenschap en de theorie van het vitalisme. Vitalisme verwijst naar de stelling dat de (oorsprong van) het leven niet enkel kan afhangen van de fysisch-materiële wetten van het universum, maar dat er ook een ander element moet worden ingeroepen om het leven te verklaren. Verklaringen die dat niet doen, zijn gedoemd om aan het specifieke en de complexiteit van het leven voorbij te gaan. Canguilhem sympathiseert met deze theorie, vooral de variant zoals die bij Thomas Willis wordt uitgewerkt. Canguilhem stelt dat de bioloog het menselijk lichaam niet moet zien als een onafhankelijke machine, maar als een organisme dat steeds verbonden is met het milieu en de omgeving waarin het leeft.
Het thema duikt ook op in zijn latere studies, met name in Idéologie et rationalité dans l’histoire des sciences de la vie (1977).

### Franse epistemologie
Samen met Gaston Bachelard en zijn klasgenoot Jean Cavaillès wordt Canguilhem geplaatst binnen de Franse, historische epistemologie. Deze filosofen hun onderzoek draait om de vraag welke dynamiek en rationaliteit er in de geschiedenis van de wetenschappen zit. Het gaat om vragen als: evolueren wetenschappen zich in een rechte lijn of kan men spreken van breuken? Zijn er andere elementen dan het zuiver redelijke, zoals het sociale of het psychologische, die meespelen in de evolutie van de wetenschappen? Canguilhem past deze vragen voornamelijk toe op de levenswetenschappen (de biologie, de geneeskunde), terwijl Bachelard zich meer richtte op de natuurkunde en Cavaillès op de wiskunde.
Een voorbeeld is zijn kritiek op het begrip 'voorloper' in de wetenschap. Een voorloper is dan iemand die een bepaalde theorie of concept al had uitgewerkt nog voor zijn 'officiële' ontwikkeling. Voor Canguilhem is het onzinnig iemand de status van voorloper toe te dichten, want dan heeft men er geen oog voor dat het conceptuele veld anders is bij de voorloper dan bij de 'echte' ontdekkers. Men kan niet onproblematisch een idee van zo'n voorloper lezen vanuit het hedendaagse begrippenapparaat. Hij zette deze opvatting al uiteen in La formation du concept de réflexe aux XVIIe et XVIIIe siècles (1955), met betrekking tot het concept van 'reflex'. Voor Canguilhem, in tegenstelling tot veel andere wetenschapshistorici, is René Descartes niet de voorloper van het concept 'reflex'. Er is zelfs geen spoor te vinden van die term in zijn hele oeuvre.
Een ander voorbeeld is het boek Idéologie et rationalité dans l'histoire des sciences de la vie. Hier werkt Canguilhem het concept van 'wetenschappelijke ideologieën' uit, in navolging van Karl Marx, om de wetenschapsgeschiedenis te begrijpen.